# Robot solaire
Les robots solaires sont des robots dont les moteurs sont alimentés par aucune autre ressource énergétique que la lumière ambiante, celle-ci étant captée par le biais de panneaux photovoltaïques disposés sur la machine.
À titre d'exemple, les robots d'exploration spatiale sont des robots solaires.
Dans le cadre d'un concours, le robot solaire doit parcourir une distance donnée en un minimum de temps et ceci sans pouvoir accumuler l'énergie captée.

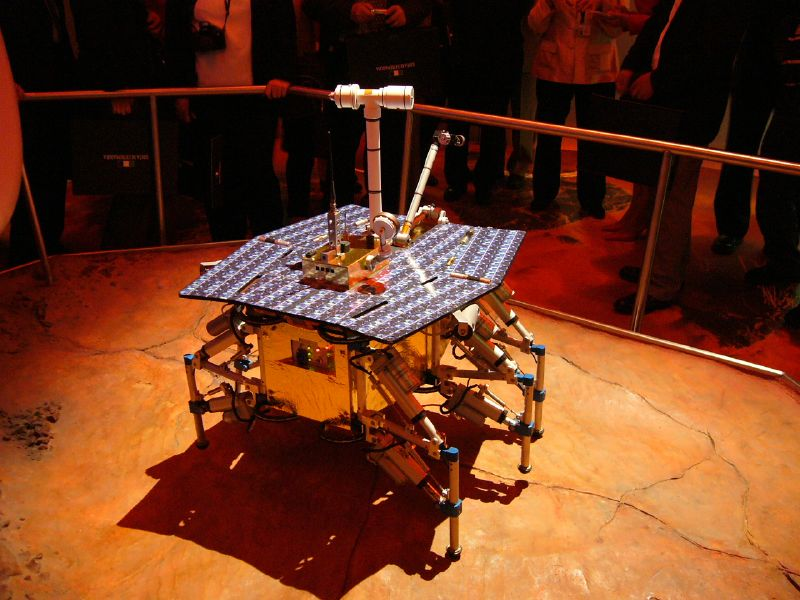
Un robot solaire d'exploration

## Types

### Jouets
Certains robots jouets sont alimentés par de l'énergie solaire et peuvent être disponibles en kit à monter.

### Robots de piscines
Certains robots de piscine fonctionnent à l'énergie solaire.

## Robots solaires
- Spirit (rover)
- Opportunity
- Phoenix (sonde spatiale)
- Lunokhod 1
- Lunokhod 2